# NGC 4862
NGC 4862 је спирална галаксија у сазвежђу Девица која се налази на NGC листи објеката дубоког неба.
Деклинација објекта је - 14° 7' 55" а ректасцензија 12h 59m 30,8s. Привидна величина (магнитуда) објекта NGC 4862 износи 14,2 а фотографска магнитуда 14,9. NGC 4862 је још познат и под ознакама IC 3999, MCG -2-33-79, PGC 44610.